# بوني جاي دونبار
بوني جاي دونبار (بالإنجليزية: Bonnie J. Dunbar)‏ هي رائدة فضاء ومهندسة أمريكية، ولدت في 3 مارس 1949 في سانيسايد في الولايات المتحدة.